# Schulbus

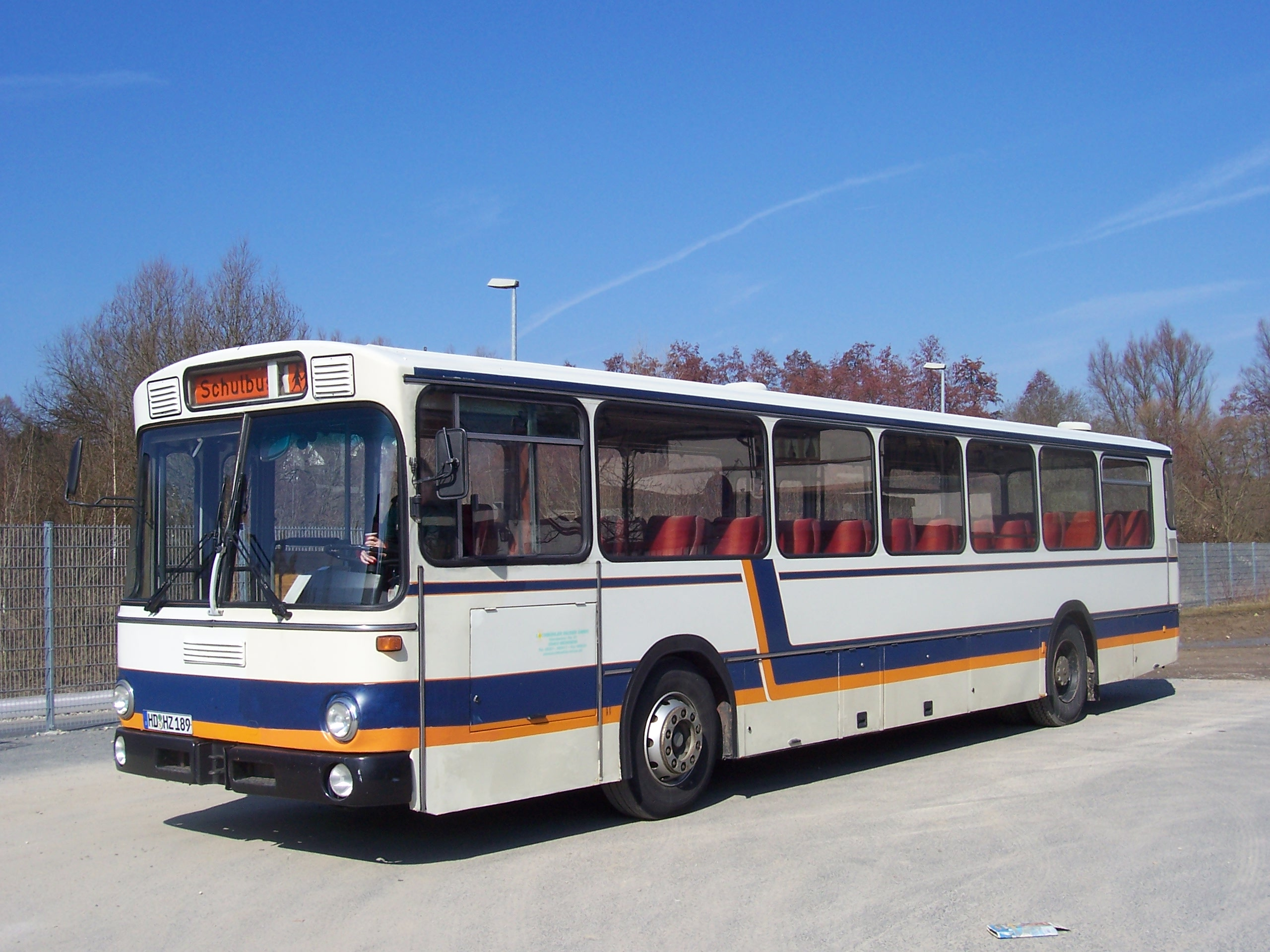
Ein deutscher Schulbus, der nach § 33 BOKraft besonders gekennzeichnet ist durch ein im Zielschilderkasten angebrachtes Sinnbild nach Anlage 4 BOKraft und einem Zusatzschild in der Farbgebung des Bilduntergrunds mit der Aufschrift „Schulbus“

Ein Schulbus ist ein Bus, der als Teil des Schülerverkehrs speziell für den Transport von Schülern zwischen ihrem Wohnort und der Schule eingesetzt wird.
Während in einigen Ländern, z. B. den Vereinigten Staaten von Amerika und Kanada, Schulbusse flächendeckend vorhanden sind und von der Mehrzahl der Schüler genutzt werden, verkehren sie in Deutschland vor allem in ländlichen und dünn besiedelten Regionen. Schulbusse dürfen ausschließlich von Schülern der Schule benutzt werden, die der Schulbus anfährt. Eine andere Organisationsform stellt die Integration von Schulbussen in den allgemein zugänglichen Linienverkehr dar.

## Schulbusse in den einzelnen Ländern

### Deutschland

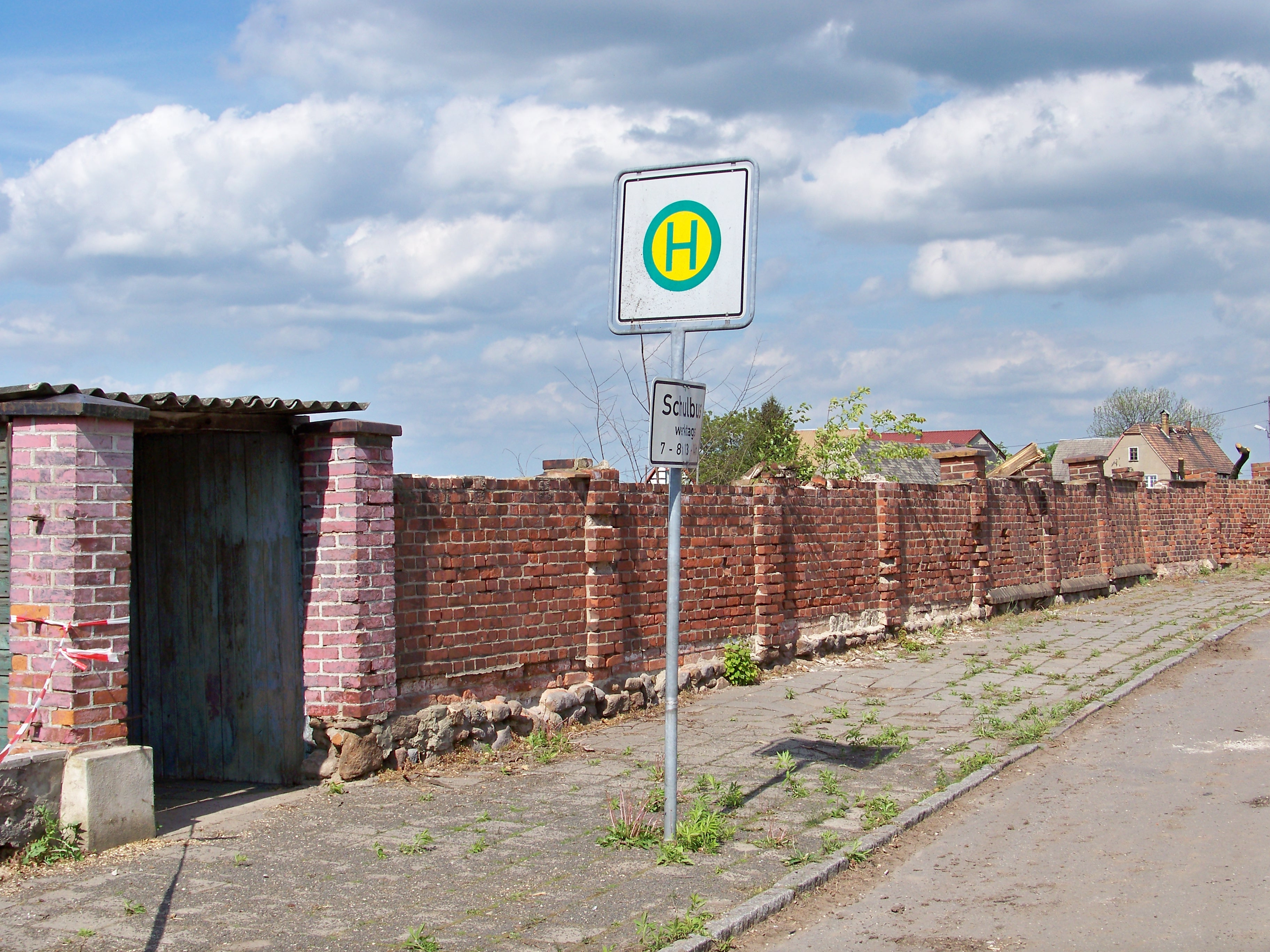
Schulbushaltestelle (Heuersdorf) mit Zeichen 224 und Zusatzzeichen 1042-36 darunter

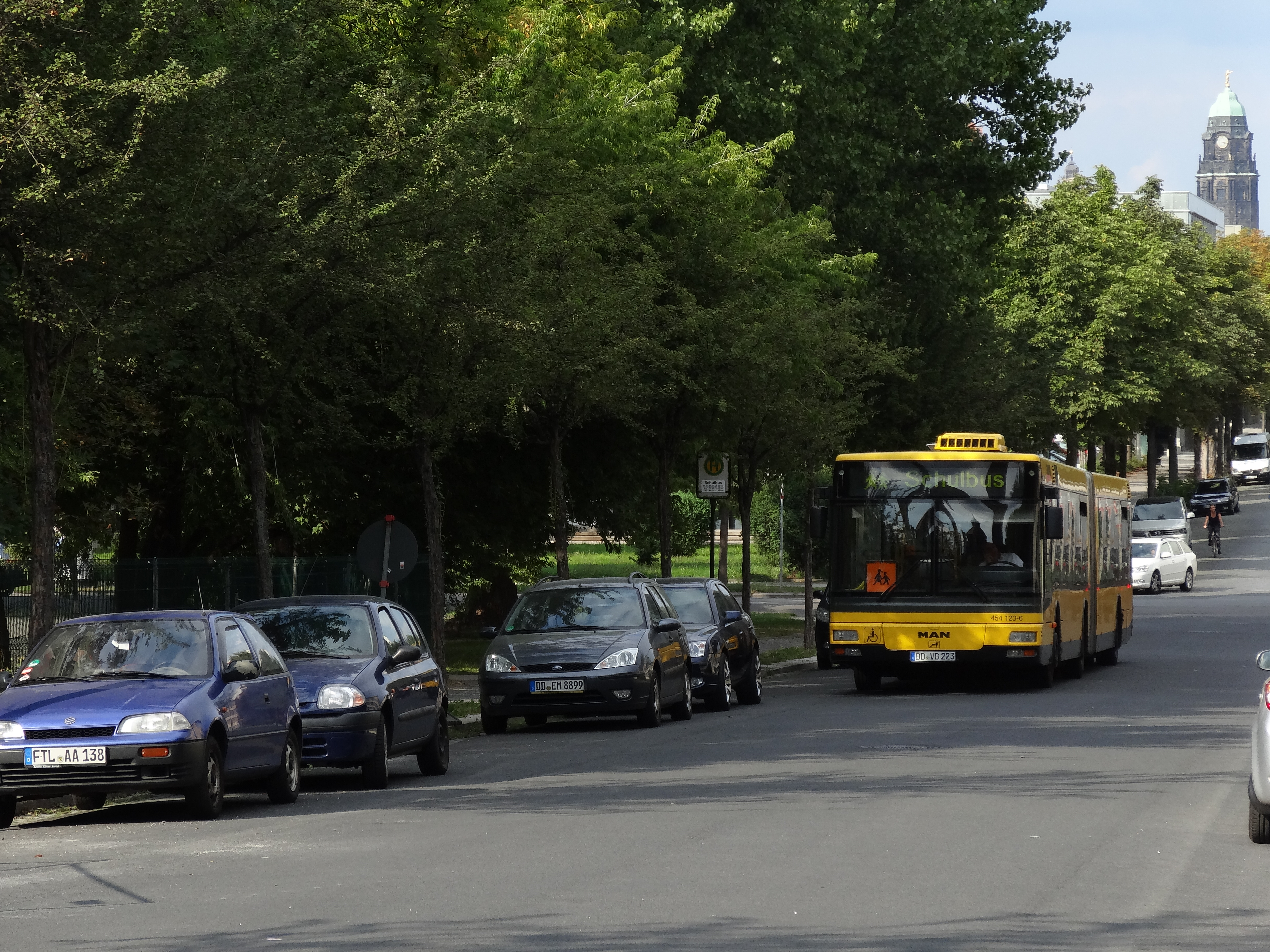
Schulbus in Dresden

In Deutschland fahren die Schulbusse meist vor den ersten beiden Schulstunden von Wohngebieten zur Schule und nach den letzten beiden Schulstunden von der Schule zurück.
Laut § 3 Absatz 3 StVO gilt innerhalb geschlossener Ortschaften für Omnibusse eine Höchstgeschwindigkeit von 50 km/h und außerhalb eine Höchstgeschwindigkeit von 80 km/h (auf Autobahnen gemäß § 18 Absatz 5 StVO für Omnibusse mit Sondergenehmigung 100 km/h). Sollten sich mehr Fahrgäste als Sitzplätze im Omnibus befinden, darf nur 60 km/h gefahren werden. Eine besondere Geschwindigkeitsregelung für Schulbusse gibt es nicht.
Die Fahrt mit dem Schulbus ist meist kostenpflichtig, wobei ab einer bestimmten Fahrtstrecke die Kosten vom Schulträger übernommen werden können. 
Die Schulbusse werden von kreisfreien Gemeinden oder vom Landkreis organisiert.
In Deutschland werden vorwiegend Stadtbusse oder Überlandbusse als Schulbus eingesetzt; teilweise fahren diese außerhalb der Schulzeiten im regulären Liniendienst. Schülerbeförderung wird aber auch mit Kleinbussen (5–8 Fahrgastplätze) oder Taxis betrieben.
Schulbusse und Fahrzeuge, die für Schülerbeförderungen besonders eingesetzt sind, müssen in Deutschland gemäß § 33 BOKraft an Stirn- und Rückseite mit einem Schild nach Anlage 4 BOKraft kenntlich gemacht sein; an der Stirnseite genügt auch eine Kennzeichnung im Zielschilderkasten mit dem Sinnbild nach Anlage 4 und einem Zusatzschild in der Farbgebung des Bilduntergrunds mit der Aufschrift „Schulbus“. Die Wirkung des Schildes darf durch andere Aufschriften oder Bildzeichen nicht beeinträchtigt werden.
Paragraph 20 StVO schreibt Fahrzeugführern generell vor, dass an Omnibussen des Linienverkehrs, an Straßenbahnfahrzeugen und an gekennzeichneten Schulbussen, die an Haltestellen halten, auch im Gegenverkehr, nur vorsichtig vorbeigefahren werden darf.
Beim Halt eines Busses des Linienverkehrs und Schulbusses an Haltestellen muss der Fahrer die Warnblinkanlage einschalten, sofern dies durch die Straßenverkehrsbehörde für die jeweilige Haltestelle angeordnet wurde. Ist die Warnblinkanlage eines Busses eingeschaltet, schreibt § 20 StVO anderen Fahrzeugführern verschärfte Vorsichtsregeln vor. Busse bzw. gekennzeichnete Schulbusse, die sich einer Bushaltestelle nähern und das Warnblinklicht eingeschaltet haben, dürfen nicht überholt werden. An Bussen bzw. gekennzeichneten Schulbussen, die dann an Haltestellen halten und weiterhin das Warnblinklicht eingeschaltet haben, darf nur mit Schrittgeschwindigkeit und nur in einem solchen Abstand vorbeigefahren werden, dass eine Gefährdung von Fahrgästen und Passanten ausgeschlossen ist. Die Schrittgeschwindigkeit gilt auch für den Gegenverkehr auf derselben Fahrbahn, aber nicht, wenn z. B. Mittelstreifen oder Leitplanken die Fahrbahnen der Straße trennen. Die Fahrgäste dürfen auch nicht behindert werden. Wenn nötig, muss der Fahrzeugführer warten.
Bussen des Linienverkehrs und Schulbussen ist das Abfahren von gekennzeichneten Haltestellen zu ermöglichen. Wenn nötig, müssen andere Fahrzeuge warten.
Ein Bußgeld und Punkte im Fahreignungsregister in Flensburg drohen, wenn man gegen diese Vorsichtsregeln verstößt.
Auch außerhalb von gekennzeichneten Haltestellen sollten Fahrzeugführer bei haltenden Schulbussen mit plötzlich auftauchenden Schulkindern rechnen und gemäß § 3 (2a) StVO die Geschwindigkeit ihres Fahrzeugs so anpassen bzw. bremsbereit sein, dass eine Gefährdung der Schulkinder von vornherein ausgeschlossen ist.

### Vereinigte Staaten

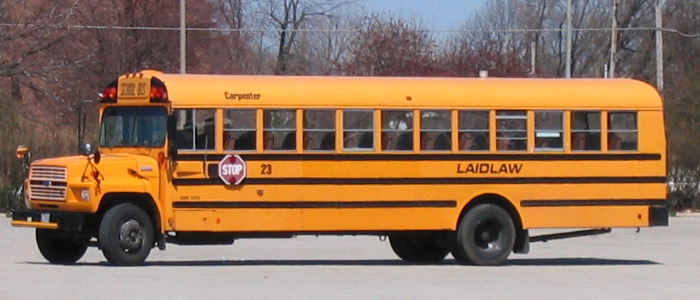
US-amerikanischer Schulbus

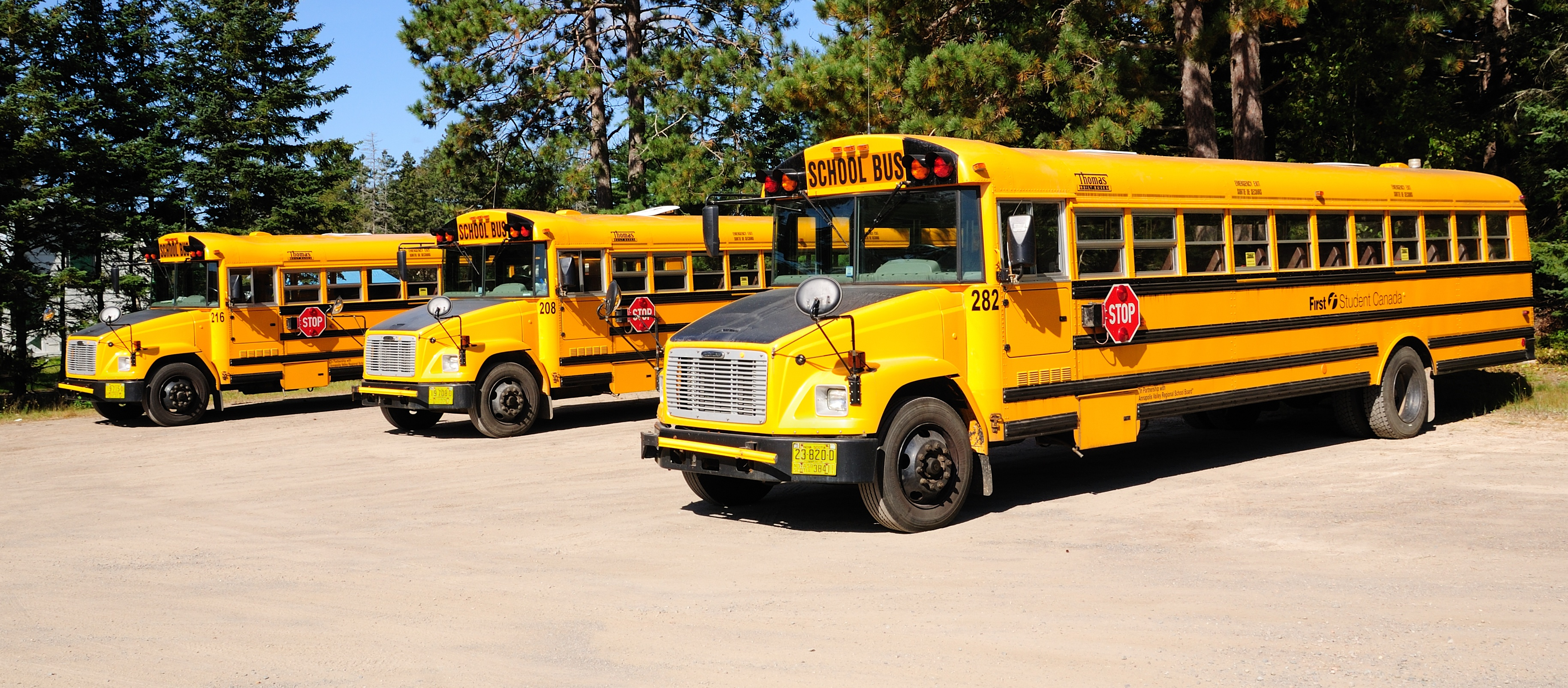
Kanadische Schulbusflotte

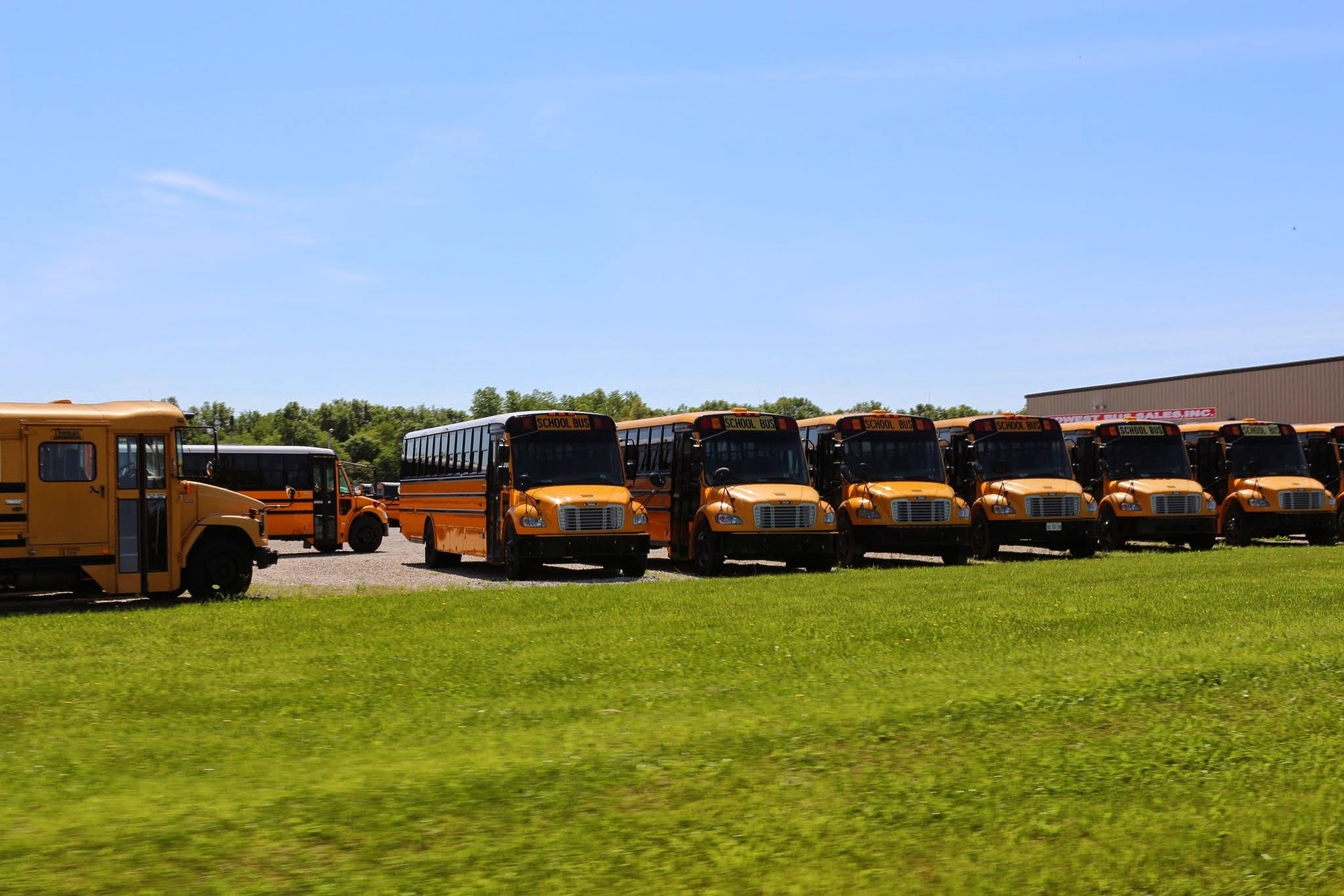
Eine Flotte der typischen, gelben US-amerikanischen Schulbusse.

In den Vereinigten Staaten, die durch geringe Siedlungsdichte und oftmals unzureichende öffentliche Verkehrsmittel geprägt sind, sind Schulbusse für Schüler öffentlicher Schulen seit Jahrzehnten das universelle Transportmittel. Dies gilt für alle Klassenstufen, also vom Kindergarten bis zur 12. Klasse. Nach einer Serie schwerer Unfälle mit Schulbussen organisierte Frank W. Cyr, Professor an der Columbia University, im April 1939 ein Symposium in New York City mit Schulvertretern aus allen Bundesstaaten und der Industrie. Am Ende der mehrtägigen Konferenz wurden erstmals Minimalanforderungen an die Konstruktion, die Herstellung und den Betrieb der Schulbusse in den USA festgelegt und Empfehlungen abgegeben. Damals wurde auch die chromgelbe Farbe National School Bus Chrome festgelegt. Die Farbe wurde wegen der besonders guten Sichtbarkeit in der Morgen- und Abenddämmerung gewählt; leichte Abweichungen davon wurden akzeptiert, weil die Farbe als schwierig zu mischen galt. Bis in die 1960er Jahre folgten zwölf weitere Konferenzen dieser Art. Mit der Einführung des National Traffic and Motor Vehicle Safety Act von 1966 wurde die US-Regierung zuständig. 1974 wurde ein Zusatz betreffend der Schulbusse erlassen.
Betrieben werden die Schulbusse von selbstständigen lokalen Unternehmen, die mit den Schulen jedoch eng zusammenarbeiten. Die Busse werden neben dem Transport der Kinder zur Schule und von der Schule nach Hause auch für Aktivitäten eingesetzt, die von der Schule organisiert werden, wie Exkursionen, Theaterbesuche und Ähnliches. Teilweise können die Busse auch für schulfremde Fahrten angemietet werden.
Schüler benutzen Schulbusse dort unentgeltlich. In den 1970er und 1980er Jahren bestanden in den USA Gesetze, die auf eine Aufhebung der faktischen Rassentrennung an den Schulen abzielten und eine Vermischung weißer und afroamerikanischer Schüler zu erzwingen versuchten. Schulbusse wurden damals in einem sogenannten Busing-Programm eingesetzt, um die Schüler aus ihren ethnisch meist einheitlichen Stadtteilen herauszuholen und – oft gegen den Widerstand der Familien – zu ethnisch gemischten Schulen zu bringen. Als in den 1990er Jahren modernere Ansätze zur Abschaffung der Rassentrennung entstanden, wurde das Desegregation Busing wieder abgeschafft.
Heute ist die Benutzung des Schulbusses freiwillig; für manche Familien ist es praktischer, die Kinder mit dem eigenen Fahrzeug zur Schule zu fahren; andere wohnen in unmittelbarer Nachbarschaft ihrer Schule und haben auf die Benutzung des Busses daher gar keinen Anspruch. Vereinfacht wird die Transportlogistik in den USA durch die Tatsache, dass der Schultag für alle Schüler einer Schule stets zur selben Zeit beginnt und endet. Krankheitsbedingte Unterrichtsausfälle werden durch Lehrer-Ersatzkräfte aufgefangen. Infolgedessen ist der Anteil der Schüler, die den Schulbus benutzen, sehr hoch; er liegt bei ca. 54 %. Die Schüler werden nach einem festen Fahrplan von bestimmten Haltepunkten (seltener vom Elternhaus) abgeholt und dort auch wieder abgesetzt. Um die Busfahrer von der Aufsicht über die jungen Passagiere zu entlasten, fahren bei Bedarf erwachsene Aufsichtskräfte (monitors) mit; in Bussen, in denen täglich behinderte Kinder mitfahren, werden diese oft sogar regelmäßig eingesetzt.
In den USA sind heute ca. 440.000 Schulbusse im Einsatz, die täglich 25 Millionen Kinder transportieren. Es werden verschiedene Modelle eingesetzt, die Ausrüstung der Busse z. B. mit speziellen Leuchten ist einheitlich, ebenso die gelbe Lackierung. Für das Verhalten gegenüber Schulbussen gelten sehr strenge besondere Verkehrsregeln. An haltenden Schulbussen, aus denen Schüler ein- oder aussteigen, wird eine spezielle Warnbeleuchtung eingeschaltet. Sobald dies der Fall ist, dürfen andere Verkehrsteilnehmer mit ihrem Fahrzeug an den Schulbus nicht näher als 100 Fuß (ca. 30 Meter) heranfahren und nicht daran vorbeifahren, nicht einmal im Schritttempo und auch nicht in der entgegengesetzten Fahrtrichtung; in vielen Bundesstaaten gilt Letzteres sogar, wenn die Fahrspuren baulich getrennt sind. Verstöße gegen diese Regeln werden mit hohen Geldbußen, Strafpunkten und in einigen Bundesstaaten auch mit dem Entzug des Führerscheins geahndet.
Keinen Anspruch auf die Benutzung der gelben Schulbusse haben die Schüler von Privatschulen. Manche Privatschulen organisieren für ihre Schüler darum einen eigenen Busdienst. Privatschulen, Day Care Centers und ähnliche Einrichtungen können die Busse für Schulausflüge allerdings kostenpflichtig mieten.

## Schildergalerie

Offizielles Schulbus-Schild gemäß Anlage 4 (BOKraft) mit den vorschriftsmäßigen Bemaßungen
Offizielles Schulbusschild aus der Deutschen Demokratischen Republik 1978 bis 1990
Österreichische Version

Zeichen 224 kennzeichnet Haltestellen für Straßenbahnen oder Linienbusse
Zusammen mit dem Zusatzzeichen „Schulbus (tageszeitliche Benutzung)“ wird eine Haltestelle speziell für Schulbusse gekennzeichnet
Die bis 2017 genutzte Zeichenkombination für Schulbushaltestellen
Das seit 2017 für Schulbushaltestellen vorgeschriebene Zeichen